# Taeniophyllum lobatum
Taeniophyllum lobatum är en orkidéart som beskrevs av Alick William Dockrill. Taeniophyllum lobatum ingår i släktet Taeniophyllum och familjen orkidéer. Inga underarter finns listade i Catalogue of Life.